# Mozambique en los Juegos Olímpicos de Tokio 2020
Mozambique estuvo representado en los Juegos Olímpicos de Tokio 2020 por diez deportistas, seis mujeres y cuatro hombres, que compitieron en seis deportes.
Los portadores de la bandera en la ceremonia de apertura fueron el yudoca Kevin Loforte y la boxeadora Rady Adosinda Gramane. El equipo olímpico mozambiqueño no obtuvo ninguna medalla en estos Juegos.